# May Wright Sewall
May Eliza Wright Sewall (Greenfield (Wisconsin), 27 de maio de 1844 - Indianápolis, 23 de julho de 1920) foi uma educadora e feminista estadunidense, conhecida principalmente por seu trabalho em prol do sufrágio feminino e de organizações femininas pelo mundo.
Filha de Philander W. Wright, um professor, e de Mary W. Wright, formou-se no North Western Female College (depois, integrado à Universidade Northwestern), ingressando no bacharelado em 1866 e no mestrado em 1868. Após a morte do primeiro marido, Edwin W. Thompson, em 1875, casou-se novamente em 1880 com Theodore Lovett Sewall, líder de uma Escola Clássica para Meninos em Indianápolis; mais tarde, com o auxílio de seu marido, May Wright Sewall fundou uma Escola Clássica para Meninas também nesta região. Além disso, ela foi membro da Art Association de Indianápolis, do Propylaeum, e do Contemporary Club.